# Comuna de Zakliczyn
Zakliczyn (polaco: Gmina Zakliczyn) é uma gminy (comuna) na Polónia, na voivodia de Pequena Polónia e no condado de Tarnowski. A sede do condado é a cidade de Zakliczyn.
De acordo com os censos de 2004, a comuna tem 12 190 habitantes, com uma densidade 99,5 hab/km².

## Área
Estende-se por uma área de 122,55 km², incluindo:
- área agrícola: 56%
- área florestal: 33%

## Demografia
Dados de 30 de Junho 2004:
|                      | Total   | Total | Mulheres | Mulheres | Homens  | Homens |
| -------------------- | ------- | ----- | -------- | -------- | ------- | ------ |
|                      | pessoas | %     | pessoas  | %        | pessoas | %      |
| População            | 12 190  | 100   | 6141     | 50,4     | 6049    | 49,6   |
| Densidade (pop./km²) | 99,5    | 100   | 50,1     | 50,1     | 49,4    | 49,4   |

De acordo com dados de 2002, o rendimento médio per capita ascendia a 1365,73 zł.

## Subdivisões
- Bieśnik, Borowa, Charzewice, Dzierżaniny, Faliszowice, Faściszowa, Filipowice, Gwoździec, Jamna, Lusławice, Melsztyn, Olszowa, Paleśnica, Roztoka, Ruda Kameralna, Słona, Stróże, Wesołów, Wola Stróska, Wróblowice, Zawada Lanckorońska, Zdonia.

## Comunas vizinhas
- Ciężkowice, Czchów, Dębno, Gromnik, Gródek nad Dunajcem, Korzenna, Pleśna, Wojnicz